# خوسيه (اسم)
خوسيه (بالإسبانية: José)‏ هو اسم علم شخصي مذكر وهو النسخة الإسبانية من اسم يوسف من العبرية والذي يعني الله يمنح، يلفظ الاسم بالبرتغالية جوزيه وبالفرنسية جوسيه أما المرادف في الإنجليزية لهذا الاسم هو جوزيف. يعتبر هذا الاسم من أكثر الأسماء شعبية في الدول اللاتينية والدول الناطقة بالإسبانية وهو مركبات للذكور والإناث مثل خوسيه ماريا و ماري خوسيه و خوسيه مانويل و خوسيه ألبرتو.

## الشخصيات
- خوسيه أندرادي لاعب كرة قدم أورغواياني
- خوسيه إتشيغاراي رياضياتي إسباني
- خوسيه مارمول شاعر إسباني
- خوسيه غرازيانو داسيلفا مهندس برازيلي
- خوسيه كاييخون لاعب كرة قدم إسباني
- خوسيه ريزال سياسي فلبيني
- خوسيه أورتيجا إي جاسيت فيلسوف إسباني
- خوسيه أوسيبيو أوتلورا سياسي كولومبي
- خوسيه إييرو شاعر إسباني
- خوسيه أكاسوسو لاعب كرة مضرب أرجنتيني
- خوسيه إنريكي لاعب كرة قدم إسباني
- خوسيه إيفاريستو سياسي ودبلوماسي أرجنتيني
- خوسيه بيكرمان لاعب ومدرب كرة قدم أرجنتيني
- خوسيه باليفيان سياسي إسباني
- خوسيه بوستامانتي ص ريفيرو سياسي بيروفي
- خوسيه باردو ذ باريدا سياسي بيروفي
- خوسيه بيدرازا ملاكم بورتوريكي
- خوسيه بيرت متسابق دراجات هوائية فرنسي
- خوسيه بينتوس سالدانيا لاعب كرة قدم أورغواياني
- خوسيه توريس ملاكم بورتوريكي
- خوسيه توريس لاعب كرة قدم أمريكي
- خوسيه تاديو موناغاس سياسي فنزويلي
- خوسيه تشاموت لاعب كرة قدم أرجنتيني
- خوسيه ترينيداد كابانياس سياسي هندوراسي
- خوسيه ثورييا شاعر إسباني
- خوسيه خيرفاسيو أرتيغاس سياسي أورغواياني
- خوسيه خيرفاسيو أرتيغاس سياسي بوليفي
- خوسيه خيمينيز لاعب كرة قدم أورغواياني
- خوسيه خونكوسا لاعب كرة قدم إسباني
- خوسيه خيمينيث لوثانو شاعر إسباني
- خوسيه دي سان مارتين قائد عسكري أرجنتيني
- خوسيه دي إسبرونثيدا شاعر إسباني
- خوسيه دونوسو روائي تشيلي
- خوسيه ديلا توري لاعب كرة قدم أرجنتيني
- خوسيه دوراند لاغونا لاعب كرة قدم أرجنتيني
- خوسيه دي لا ريفا أغويرو سياسي إسباني
- خوسيه دي لا مار سياسي بيروفي
- خوسيه دي أنكييتا فونتانا لاعب كرة قدم برازيلي
- خوسيه دي أرماس لاعب كرة مضرب أمريكي
- خوسيه رون ممثل مكسيكي
- خوسيه رامون لوبيث متسابق كانو كاياك إسباني
- خوسيه رودريغيز غاسبار دي فرنسا سياسي ومحامي بارغواياني
- خوسيه رودريغيز طبيب إسباني
- خوسيه رويز لاعب كرة قدم مكسيكي
- خوسيه رامون أليكزانكو لاعب كرة قدم إسباني
- خوسيه سوزا لاعب كرة قدم أرجنتيني
- خوسيه سلاستينو موتيس عالم نبات ولغوي إسباني
- خوسيه سانتاماريا لاعب كرة قدم إسباني
- خوسيه سيسيليو ديل فالي سياسي وصحفي غواتيمالي
- خوسيه سريزويلا لاعب كرة قدم أرجنتيني
- خوسيه غارسيا ممثل مكسيكي
- خوسيه غاراتي لاعب كرة قدم أرجنتيني
- خوسيه غوميز متسابق دراجات هوائية إسباني
- خوسيه فيرير ممثل بورتوريكي
- خوسيه كاريراس مغني إسباني
- خوسيه كابريرو أرنال كاتب فرنسي
- خوسيه كالديرون لاعب كرة سلة إسباني
- خوسيه كليبرسون لاعب كرة قدم برازيلي
- خوسيه كوتو ملاكم بورتوريكي
- خوسيه كاردوزو لاعب كرة قدم بارغواياني
- خوسيه لارالدي مغني أرجنتيني
- خوسيه مارمول صحفي إسباني
- خوسيه مارتي سياسي كوبي
- خوسيه ناسازي لاعب كرة قدم أورغواياني
- خوسيه نافارو مورينيس فارس إسباني
- خوسيه نابوليون دوارتي سياسي سلفادوري
- خوسيه نيهين لاعب كرة قدم بارغواياني
- خوسيه نابوليس ملاكم كوبي
- خوسيه نونيز دي كاسيريس سياسي كوبي
- خوسيه هرنانديث شاعر أرجنتيني
- خوسيه هيغوراس لاعب كرة مضرب إسباني
- خوسيه ماورو دي فاسكونسيلوس كاتب وسيناريست وروائي برازيلي